# Pseudonupserha congoensis
Pseudonupserha congoensis là một loài bọ cánh cứng trong họ Cerambycidae.